# TW 4000
Der TW 4000 ist ein zur Lieferung an die Stadtbahn Hannover vorgesehener Fahrzeugtyp, der laut Planung ab Herbst 2026 von der baskischen Firma Construcciones y Auxiliar de Ferrocarriles (CAF) an das hannoversche Verkehrsunternehmen Üstra geliefert werden soll. Es ist ein nachfolgender Fahrzeugtyp der von 2013 bis 2020 beschafften TW 3000. Die neuen Wagen sollen die letzten verbliebenen des von 1974 bis 1993 beschafften ersten hannoverschen Stadtbahnwagentyps TW 6000 ersetzen sowie den zukünftigen Mehrbedarf an Triebfahrzeugen decken. Weiterhin ist geplant, dass sie perspektivisch alle von 1997 bis 2000 beschafften TW 2000 ersetzen werden.

## Anschaffung
Zunächst war vorgesehen, ab dem Jahr 2025 elf Jahre lang kontinuierlich jedes Jahr 25 Wagen zu beschaffen. Die erste Lieferung sollte 75 Wagen umfassen, darüber hinaus sollten bis zu vier Optionslose à 50 Wagen abgerufen werden. Bei einer europaweiten Ausschreibung gaben mehrere Hersteller Angebote ab. Die Üstra entschied sich schließlich für das Unternehmen Construcciones y Auxiliar de Ferrocarriles (CAF).
Im Jahr 2022 erfolgte die Bestellung von 42 TW 4000 als erste Tranche. Dieser Auftrag hat ein Gesamtvolumen von 149,98 Millionen Euro, wobei sich das Land Niedersachsen über die Landesnahverkehrsgesellschaft (LNVG) mit 67,3 Millionen Euro an der Investition beteiligt. Im Jahr 2026 sollten alle 42 Fahrzeuge im Einsatz sein. Auf Basis der Ausschreibung könnten bis 2040 bis zu 275 neue Fahrzeuge bestellt werden, sofern dies die Finanzlage zulässt. Die Fahrzeuge werden, wie schon der TW 3000, nicht mehr über Klapptrittstufen für die Bedienung unterschiedlich hoher Bahnsteige verfügen. Die Üstra stellte Details über Technik und Aussehen der neuen Stadtbahn am 15. Dezember 2022 auf dem Betriebshof Glocksee vor. Eine Förderung einer weiteren Bestellung über 33 Triebwagen wurde 2023 vom Land wegen nicht nachgewiesenen Bedarfs abgelehnt. Das schlösse aber eine Förderung zu einem späteren Zeitpunkt nicht aus.
Im Januar 2025 gab das Land Niedersachsen bekannt, den ÖPNV in Niedersachsen mit 168 Millionen Euro zu fördern. Darin enthalten ist die Förderung weiterer 17 Stadtbahnwagen für Hannover mit 30 % des Kaufpreises. Von den 52.898.218 Euro trägt das Land 15.869.466 Euro.
Am 21. Februar 2025 gab die Üstra bekannt, dass die Auslieferung erst ab Herbst 2026 erfolge. Die Endmontage solle im CAF-Werk Reichshoffen erfolgen.